# Mitología pascuense

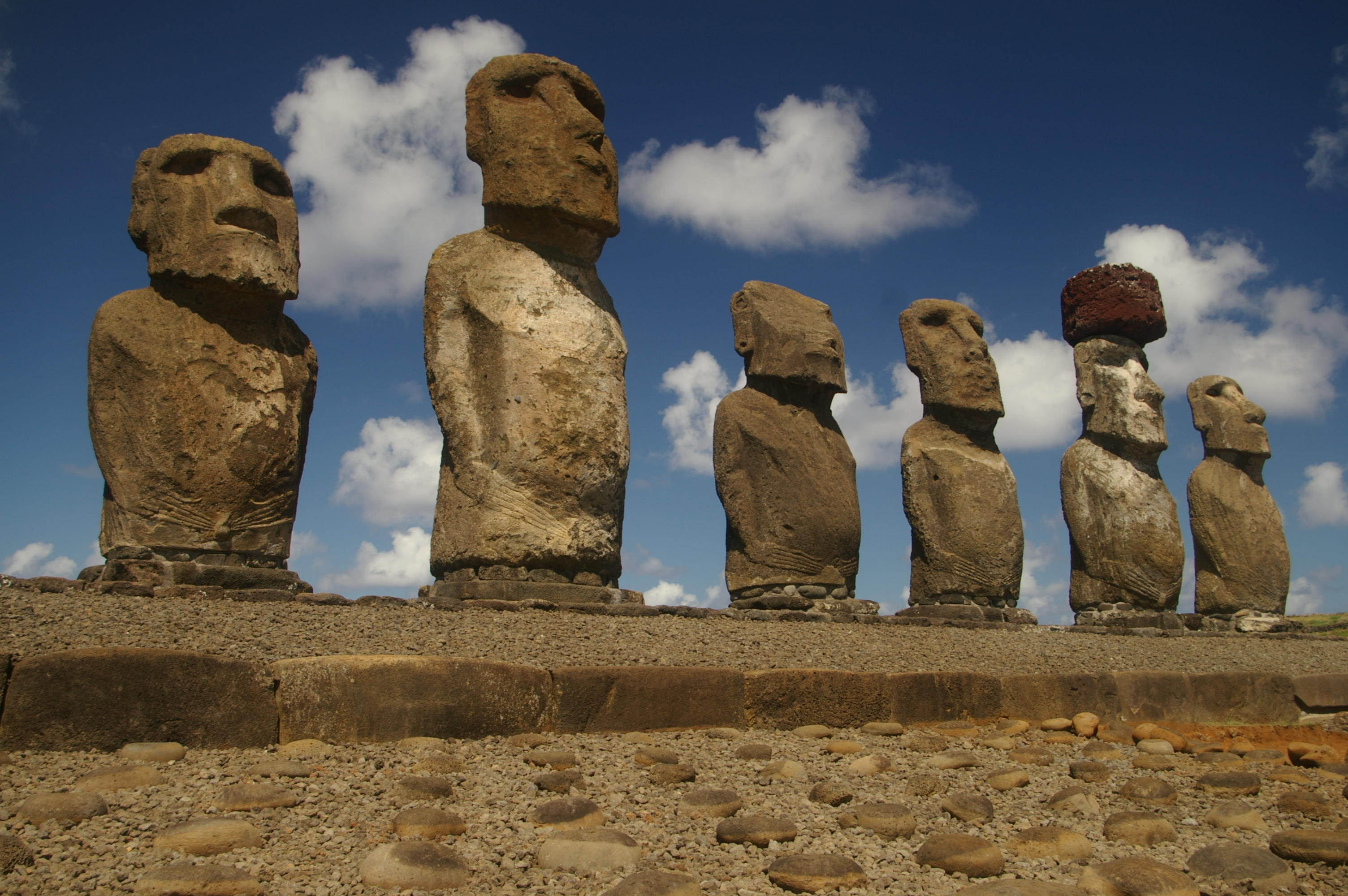
Moái de Ahu Tongariki

La mitología Rapa Nui o mitología pascuense es el nombre dado a la mitología formada por las creencias, las leyendas y los mitos del pueblo rapanui, habitantes de Rapa Nui (también conocida como "Isla de Pascua"), ubicada en el océano Pacífico, a casi 4000 kilómetros de distancia de Chile, país al que pertenece.

## Descripción general
Rapa-Nui se caracteriza por poseer una cultura que presenta características propias y únicas, producto de ser la más aislada de la Polinesia. Al igual que el conjunto de tradiciones de la gran cultura polinésica, la mitología de Rapa-Nui es también principalmente marítima.

## Personajes mitológicos

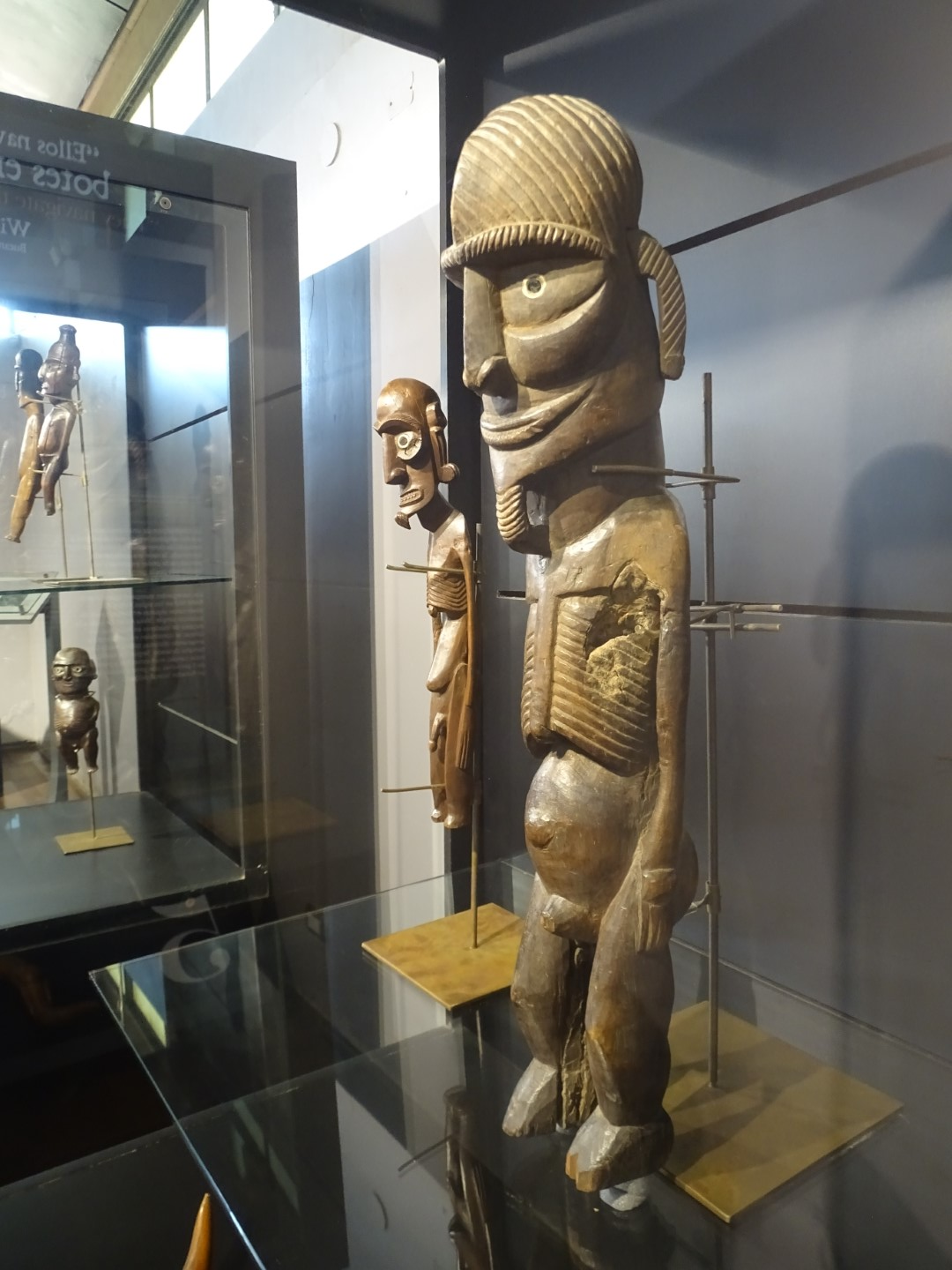
Escultura en el Museo Antropológico Padre Sebastián Englert.

Algunos de los mitos o personajes mitológicos más importantes son los siguientes:
- Hau-Maka
- Hiva
- Hotu Matu'a
- Make-Make
- Haua
- Tangata Manu
- Uoke
- Tangaroa
- Hiro
- Haua-tuu-take-take
- Tive
- Raraia hoa
- Aku-Aku
- Vi'e Hoa
- Vi'e Kanatea